# Кальницький Іван Сергійович
Іван Сергійович Кальницький (нар. 23 червня 1923, уродженець села Гранів, Гайсинського району Вінницької області — 27 вересня 2006, село Печера Тульчинського району Вінницької області) — український радянський діяч, голова колгоспу імені XXII з'їзду КПРС Герой Соціалістичної Праці (8.04.1971). Депутат Верховної Ради УРСР 9—11-го скликань.

## Біографія
Народився в селянській родині. З вересня 1941 року служив рядовим Червоної армії, згодом очолив підпільну антифашистську організацію. З грудня 1942 до січня 1944 року — рядовий, політичний керівник взводу, політичний керівник роти партизанського загону імені Леніна Другої партизанської бригади, яка діяла на території Вінницької та Київської областей.
У березні 1944 — 1946 року — голова колгоспу імені Кірова в рідному селі Гранів Гайсинського району Вінницької області. У 1946 році переїхав в село Петрашівка до жінки, яка врятувала йому життя i в цьому ж році був обраний головою колгоспу «III інтернаціонал» Шпиківського району (нині Тульчинський район), який в 1956 став передовим господарством і занесений на обласну дошку пошани.
Член ВКП(б) з 1948 року.
З 1956 року — голова колгоспів імені Леніна, «Третій Інтернаціонал» Шпиківського району Вінницької області, директор Соколецького млиноб'єднання Вінницької області.
У 1962—1976 роках — голова колгоспу імені XXII з'їзду КПРС села Печера Тульчинського району Вінницької області. У 1976—1991 роках — голова укрупненого колгоспу імені XXV з'їзду КПРС села Печера Тульчинського району Вінницької області. У 1978 році закінчив економічний факультет Української сільськогосподарської академії.
У 1991—1999 роках — голова приватного сільськогосподарського підприємства «Печера» села Печера Тульчинського району Вінницької області.

## Алфімова Людмила Іванівна
1973 — на зйомках фільму «Прощавайте, фараони» познайомився з Алфімовою Людмилою Іванівною (був старший на 12 років від Людмили). Кохання спалахнуло практично миттєво. Покинути Поліну Леонтіївну (Іван був молодший за неї на 15 років), Івану Сергійовичу не дозволяло сумління. Тільки після смерті Поліни він запропонував Милі-Людмилі (так він багато років називав Людмилу Анфілову) переселитися до нього.1993 — одружилися, з Києва переїхала до села Печера Тульчинського району на Вінниччині. У часи незалежності Кальницький викупив занедбаний колишній особняк графів Потоцьких і довів його до ладу, подарував їй будинок у селі Печера. Подружжя прожило 13 років разом.

## Нагороди
- Герой Соціалістичної Праці (8.04.1971)
- два ордени Леніна (26.02.1958, 8.04.1971)
- орден Жовтневої Революції (6.09.1973)
- орден Трудового Червоного Прапора (31.12.1965)
- орден Вітчизняної війни І ст. (11.03.1985)
- орден Вітчизняної війни II ст. (5.05.1945)
- Орден Богдана Хмельницького (Україна) III ст. (14.10.1999)
- медалі
- лауреат Почесної відзнаки Президента України (1995)
- заслужений працівник сільського господарства Української РСР

## Книги і патенти
- Кальницький І., Пиркін В. Ланка на підряді: буряковод. колгосп ім. XXV з'їзду КПРС Тульчинського району Вінницької області — Київ: Урожай, 1988 р.
- патентів України» [Архівовано 21 квітня 2015 у Wayback Machine.]